# Atopsyche mayucapac
Atopsyche mayucapac is een schietmot uit de familie Hydrobiosidae. De soort komt voor in het Neotropisch gebied.